# Ida Hofmann
Ida Hofmann (Friburgo in Brisgovia, 5 ottobre 1864 – San Paolo, 12 luglio 1926) è stata una pianista e pedagoga tedesca.
Ida Hofmann proveniva da parte di suo padre da una famiglia legata all'industria metallurgica e mineraria del Banato. Suo padre era un ingegnere minerario con un talento musicale Raphael Hofmann (1829-1899), che aveva visitato la Bergakademie di Friburgo, in Sassonia, luogo di nascita di Ida. Sua madre Luise veniva da Braunschweig ed era nata Orge. I parenti materni includevano lo scrittore e storico Justus Möser (nonno) e il geologo Bernhard von Cotta (cognato). Ida aveva tre fratelli: Justus ed Eugenie (detta Jenny), che erano più grandi di lei, e la sorella minore Julia (detta Lilly). Nel 1879 la famiglia Hofmann si trasferì a Vienna. Ida ha studiato musica con i professori Wilhelm Dörr e Julius Epstein. Ha completato la sua formazione come pedagoga e pianista certificata.
Ida Hofmann aveva poco più di trent'anni quando le fu offerto un posto a Cetinje in Montenegro, avendo già acquisito esperienza come insegnante di pianoforte in varie famiglie della nobiltà viennese. Lì, la zarina russa aveva istituito un centro di addestramento per figlie dei circoli altolocati. Accettò l'offerta e insegnò musica.
Nel 1899 visitò il padre gravemente malato a Bled, che a quel tempo apparteneva all'Austria e oggi è in Slovenia. Lei stessa si è affittata al vicino Naturheilanstalt Mallnerbrunn, il cui fondatore Arnold Rikli si era fatto un nome come "medico del sole" - lui stesso si definiva "eliopatico". Tra Hofmann e Oedenkoven si sviluppò uno stretto rapporto, dal quale un anno dopo divenne un cosiddetto matrimonio della riforma, chiamato anche "matrimonio vegetariano" dai due.
Nell'autunno del 1900, Hofmann, Oedenkoven e Gräser si trasferirono da Monaco a Oberammergau e Cadenabbia in Ticino. A loro si unirono la sorella di Ida, Jenny, una cantante lirica, Lotte Hattemer, figlia di un sindaco di Stettino, e Gusto Gräser (in realtà Gustav), fratello di Karl. Quest'ultimo, come rilevato da Ida Hofmann nelle sue cronache, era stato un "fenomeno peculiare" e per altri motivi "inadatto" al progetto in esame ed era solo tollerato.
Dopo varie difficoltà, il gruppo raggiunse il Lago di Lugano e arrivo' vicino ad Ascona sul Monte Monescia, una collina di circa 320 metri di altezza, che sembrava adatta per la loro "Cooperativa Vegetale". Lì acquistarono una proprietà, il cui prezzo di acquisto fu in gran parte pagato da Oedenkoven con l'aiuto di Ida e sua sorella Jenny rinominando la collina in Monte Verità.
Negli anni seguenti, il gruppo fondatore si disperse. Nel 1901 Gusto Gräser fu espulso dalla comunità su richiesta di Ida e Henri Hofmann-Oedenkoven. La sorella di Karl Grass e Ida, Jenny, che nel frattempo aveva anche intrapreso un matrimonio di riforma, acquistò la loro proprietà vicino al Monte Verità . Lì hanno vissuto come "uomini preistorici" in una capanna. Lotte Hattemer, gravemente malata di mente, morì nel 1906 da un veleno che le era stato somministrato dal medico tossicodipendente Otto Gross.
Henri e Ida hanno guadagnato nuovi adepti che hanno aderito al progetto per un breve o lungo periodo. Dal 1901 iniziò la costruzione di un sanatorio. Inizialmente, sono state create le cosiddette capanne di aria leggera. Negli anni seguenti furono aggiunti edifici più grandi. Monte Verità , ora non è solo il nome della collina, ma anche il sanatorio, divenne il punto d'incontro di artisti, scrittori, pacifisti e riformatori della vita. Tra loro c'erano Erich Mühsam, Hermann Hesse, Kathe Kruse, Max Weber, Gustaf Nagel, Jakob Flach e molti altri. Nel 1903, il riformatore olandese Joseph Solomonson arrivo' al sanatorio e convinse soprattutto Ida Hofmann, che in precedenza aveva vissuto da vegetariano, della necessità di uno stile di vita vegano.
Tuttavia, Ida Hofmann non solo ha lavorato a idee di riforma della vita, ma anche questioni relative ai diritti delle donne. Il suo primo libro fu pubblicato nel 1902: In che modo le donne raggiungono condizioni di esistenza sane e armoniose?. Il contesto di questa pubblicazione era costituito da diari fittizi, che apparivano sotto lo pseudonimo Vera in una casa editrice di Lipsia e venivano discussi con ferocia nella società civile.

## Opere (selezione)
- Come possiamo ottenere alle donne condizioni di vita armoniose e salutari? Lettera aperta all'autore di "Una madre per molti" [Christine Thaler] .Selbstverlag, Ascona, Lago Maggiore 1902, nel commercio librario della casa editrice di riforma C. v .. Schmidtz, Haimhausen
- Foglie per diffondere la vita vegetariana. Vegetabilismus! Il vegetarianismo! Self-publishing: Monte Verità presso Ascona, stampa di El. Em. Colombi & Co., Bellinzona 1905
- Monte Verità. Verità senza poesia. Raccontare dalla vita. Karl Rohm: Lorch (Württemberg) 1906
- Contributi al problema delle donne. Ufficio centrale per la diffusione della buona letteratura tedesca: Winnenden [ca. 1920]